# Pamela Toscano
Pamela Nuzhet Toscano Millán, född 13 januari 2000, är en mexikansk konstsimmare. 

## Karriär
Vid panamerikanska spelen 2019 i Lima var Toscano en del av Mexikos lag som tog silver i lagtävlingen.
Vid panamerikanska spelen 2023 i Santiago var Toscano en del av Mexikos lag som tog guld i lagtävlingen. Vid centralamerikanska och karibiska spelen 2023 i San Salvador tog hon ett guld och två silver. Vid olympiska sommarspelen 2024 i Paris var Toscano en del av Mexikos lag som slutade på sjunde plats i lagtävlingen.